# Flaga Tokelau

Flaga Nowej Zelandii – oficjalna flaga Tokelau do 2009

Nieoficjalna flaga Tokelau w latach 1989–2009

Flaga Tokelau - obecną flagę lokalny parlament przyjął w maju 2008 zastępując flagę Nowej Zelandii będącą również oficjalną flagą Tokelau. Po akceptacji rządu Nowej Zelandii gubernator generalny kraju oficjalnie wprowadził nową flagę 7 września 2009. Jednocześnie zaprzestano stosowania wprowadzonej w 1989 nieoficjalnej flagi terytorium.
Tokelau jako terytorium zależnemu od Nowej Zelandii nadano flagę Nowej Zelandii jako flagę oficjalną. W 1989 władze lokalne wprowadziły własną flagę, niebędącą jednak flagą oficjalną. Na fladze tej kolor niebieski symbolizował Ocean Spokojny, palma była symbolem miejscowej flory, a trzy gwiazdy reprezentowały atole Atafu, Fakaofo i Nukunonu.
W czerwcu 2007, przed planowanym drugim referendum w sprawie statusu Tokelau, lokalny parlament (Fono) zadecydował o wprowadzeniu nowej flagi, herbu i hymnu dla terytorium. Na zaproponowanej fladze znajdowała się stylizowana łódź na granatowym tle, a obok zamieszczono 4 gwiazdy układające się w kształt Wysp Tokelau, a więc atoli Atafu, Fakaofo i Nukunonu wchodzących w skład Tokelau oraz Swains Island znajdującej się pod administracją amerykańską (wchodzą w skład Samoa Amerykańskiego), do której roszczenia zgłasza Tokelau. Jednak ze względu na odrzucenie propozycji nowego statusu Tokelau w referendum, nowe symbole nie zostały oficjalnie przyjęte. Parlament powrócił do ustalania symboli w 2008 i w maju oficjalnie przyjęto nową flagę, będącą modyfikacją flagi zaproponowanej w 2007 (zmieniono m.in. układ czterech gwiazd symbolizujących wyspy z układu geograficznego na układ Krzyża Południa).